# Lietzensee
Der Lietzensee ist ein innerstädtischer See im Berliner Ortsteil Charlottenburg des Bezirks Charlottenburg-Wilmersdorf. Der sichelförmige See hat eine Fläche von 6,6 Hektar und ist drei bis vier Meter tief. Die umliegenden Parkanlagen des Lietzenseeparks sind weitere 10,1 Hektar groß. Der Park wurde 1918–1920 von Gartendirektor Erwin Barth angelegt.

## Namensherkunft
Der Name Lietzensee stammt vom Dorf Lietzow bzw. Lützow, das im Jahr 1719 in die damalige Stadt Charlottenburg eingemeindet wurde. Es gehörte zum Benediktinerinnenkloster St. Marien und wurde von den Nonnen als Fischteich genutzt. Die Worte Lietzow, Lützow, Lusce, u. ä. werden aus dem slawischen Wort luccina hergeleitet, was so viel heißt wie ‚Sumpf‘ oder ‚Lache‘.

Oft wird der Name auch auf die alte Berliner Bezeichnung Lietze für das Blässhuhn zurückgeführt. So findet sich im Organ der Deutschen Ornithologen-Gesellschaft von 1855 der Eintrag: 

„Fulica atra, Blassente, Lietze. (So heisst ein See bei Charlottenburg, auf dem dieser Vogel haufig ist, der Lietzensee).“

Eine Sage liefert noch eine dritte Erklärung für die Bezeichnung Lietzensee: Alte Bewohner der Gegend berichteten, dass in dem See vor vielen Jahren ein ganzer Ort versunken wäre, bei dem es sich um das Dorf Lützow (Lietzow) gehandelt habe. Der Grund für den Untergang sei nicht bekannt, aber manchmal stießen die Fischer mit ihren Booten mitten auf dem See an die versunkene Kirchturmspitze oder ihre Netze verfingen sich daran. Deshalb eigne sich das Gewässer auch nicht zum Fischen. In dem Ort Charlottenburg, der ja aus dem Dorf Lietzow hervorging, soll es in späteren Zeiten dagegen gespukt haben – von plötzlichen Bodenbränden oder herumgeisternden Hunden wird erzählt.

## Lage
Der Lietzensee befindet sich in der dichtbesiedelten Ortslage Witzleben, die nach Norden vom Kaiserdamm, nach Westen von der Trasse der Ringbahn, nach Süden von der Stadtbahn-Trasse und nach Osten von der Suarezstraße begrenzt wird. Seit 1904 ist der See durch einen – für die Neue Kantstraße aufgeschütteten – Damm in eine Nord- und Südhälfte geteilt, die seit 1954 durch eine Unterführung miteinander verbunden sind. Der Lietzensee ist nördlich über den Bahnhof Sophie-Charlotte-Platz der Linie U-Bahn-Linie U2 erreichbar. Von der westlichen Seite ist er durch die S-Bahn-Station Messe Nord/ZOB zu erreichen. 
Der Lietzensee besitzt nur an der Westseite Uferwege und begehbare Parkanlagen, die sich insbesondere am nördlichen Ende verbreitern. Insgesamt ergibt sich eine Uferpromenade von knapp 2 1⁄2 km Länge. Die Ufer- und Parkwege sind insbesondere bei Joggern sehr beliebt, weil sie einen Rundkurs von knapp 5 km Länge ermöglichen.

## Geologie
Geologisch ist der Lietzensee der nördlichste See der Grunewaldseenkette, die sich auf dem Boden eines eiszeitlichen Urstromtals entwickelte. Er ist heute vollständig grundwassergespeist, der Abfluss erfolgt unterirdisch in die nördlich gelegene Spree. Da der See keinen Zufluss hat, ist die Wasserqualität nicht zum Baden geeignet. Da es durch Sauerstoffmangel auch zu Fischsterben gekommen ist, wurden im See Belüftungsgeräte installiert.

## Geschichte des Sees und des Lietzenseeparks

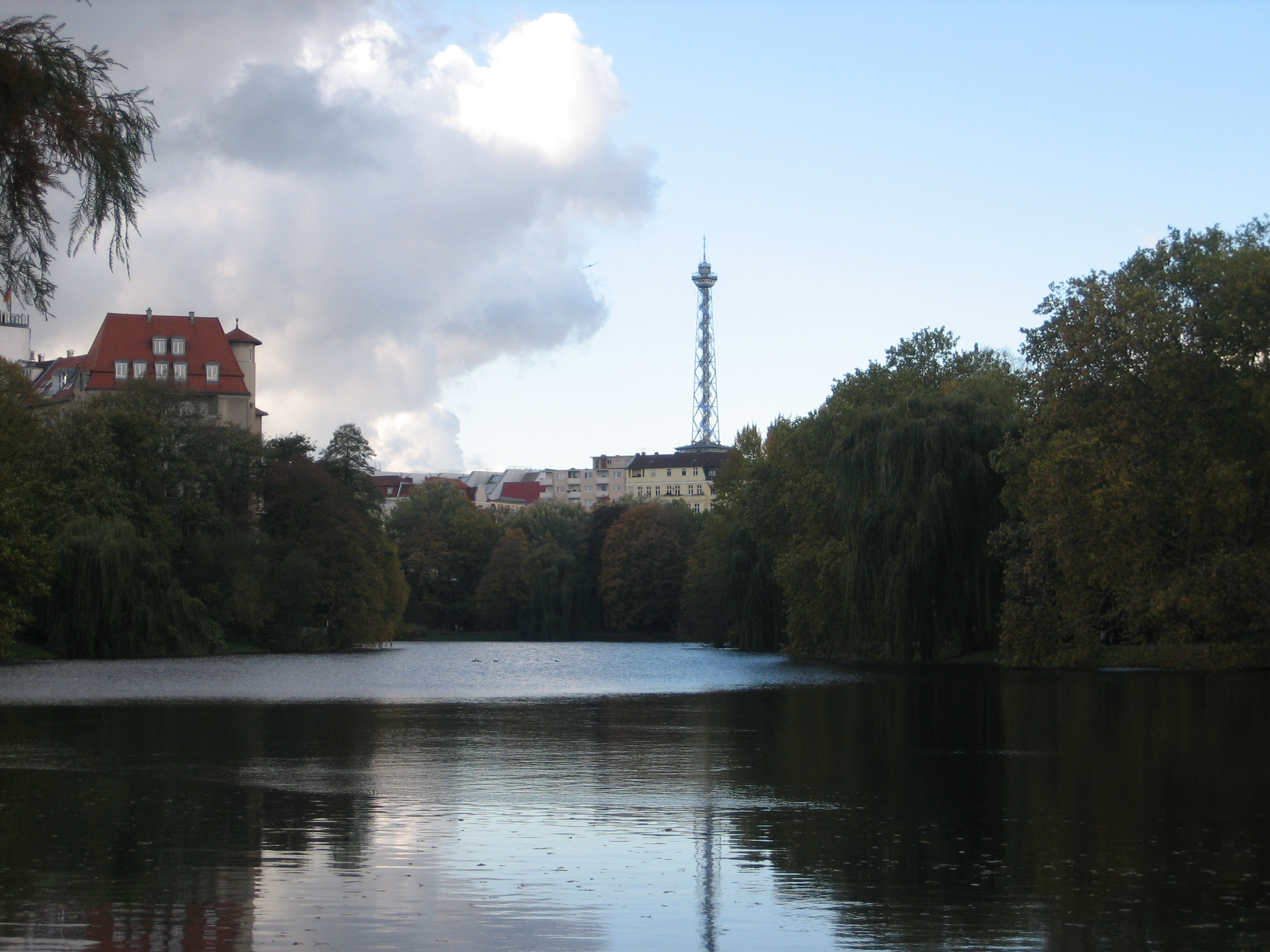
Der Lietzensee (nördlicher Teil), im Hintergrund der Funkturm

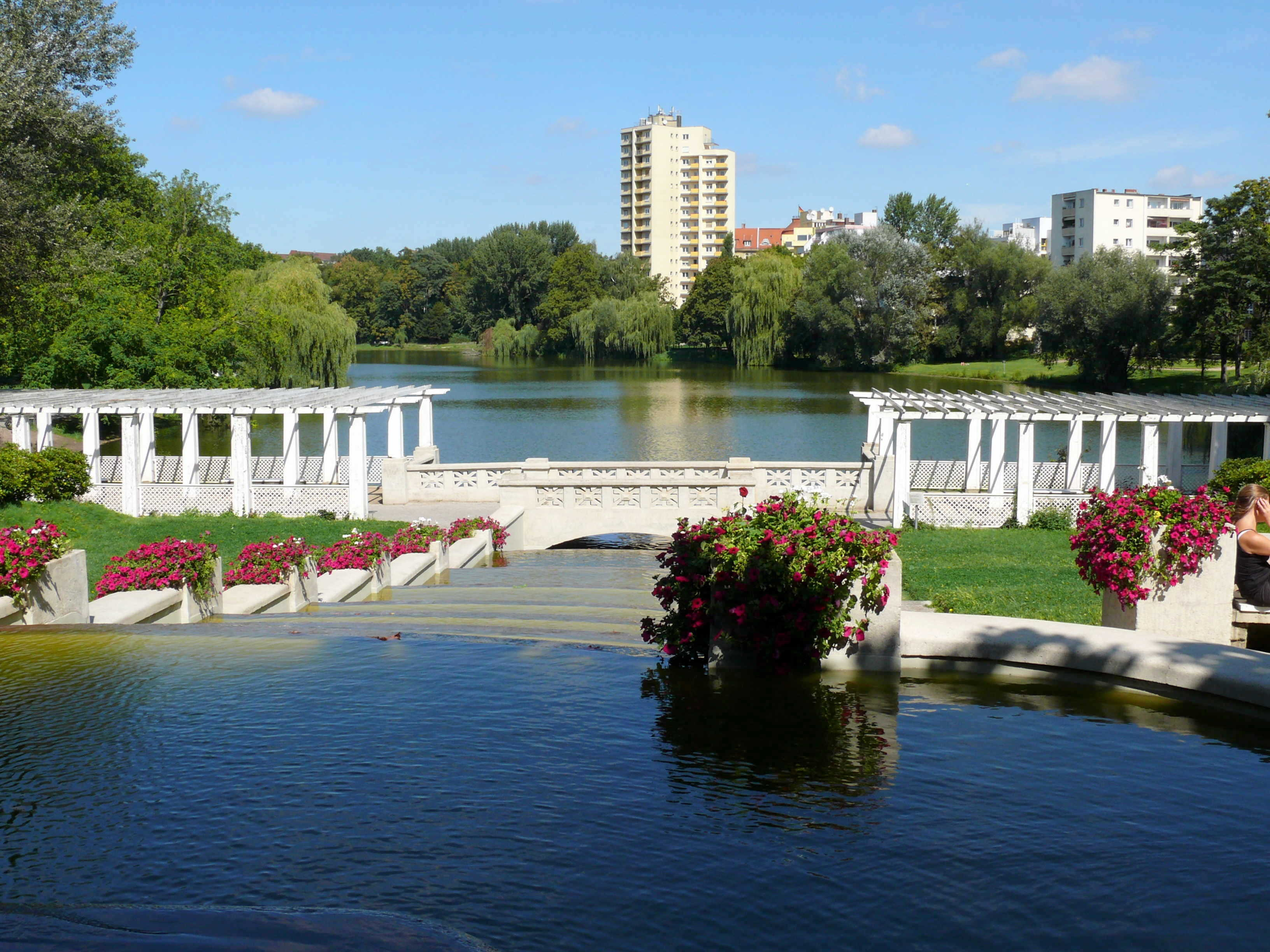
Die Große Kaskade am südlichen Ende des Sees

Der See existierte bereits vor der Besiedlung des Gebietes und lag mitten in einem Wald. 1824 erwarb der spätere preußische Staats- und Kriegsminister Job von Witzleben den Lietzensee und ließ in den Folgejahren erste Parkanlagen anlegen. Als besondere Attraktion wollte er inmitten des Sees eine Insel aufschütten lassen. Doch soviel Schutt und Erde die beauftragten Bauleute auch in das Gewässer einfüllten, das Material reichte nicht und so musste das Vorhaben fallen gelassen werden. Nach dem Tod Witzlebens 1837 wechselte der See mehrfach den Besitzer. So erwarb 1840 der Kunstgärtner Ferdinand Deppe die Besitzung und machte sie mit einer Rosen- und Georginenzucht zu einer besonderen Sehenswürdigkeit. Dennoch blieben die Parks öffentlich zugänglich.
Im Jahr 1905 wurden vornehme Mietshäuser direkt am Ostufer des Lietzensees gebaut. Dabei wurden drei Grünflächen ausgespart: der Witzlebenplatz, der Kuno-Fischer-Platz und der Dernburgplatz. Ein Beschluss des Charlottenburger Stadtrats im Jahr 1910 verhinderte die totale Bebauung des West- und Nordufers. Diese Aufteilung des Ufergeländes ist bis heute erhalten geblieben.
Als Arbeitsbeschaffungsmaßnahme wurden unter Leitung von Erwin Barth von 1918 bis 1920 neue Grünflächen um den Lietzensee im Jugendstil angelegt. Die Entwürfe dazu stammten von 1912, dem Jahr, in dem Barth zum Gartendirektor von Charlottenburg ernannt worden war.
Zu den entstandenen Bauten gehören
- die Große Kaskade, 1912/1913 von Erwin Barth und Heinrich Seeling angelegt am Südende des Sees, dem Dernburgplatz, (2005/2006 von der Stiftung Denkmalschutz Berlin restauriert)
- die Kleine Kaskade am Nordwestufer,
- das Parkwächterhaus von Rudolf Walter von 1925/1926.

Im Park stehen mehrere Denkmale und Skulpturen, u. a. seit 1925 das Gefallenendenkmal des Königin-Elisabeth-Garde-Regiments Nr. 3 von Eugen Schmohl. Eine für diesen Park geschaffene Diana sowie ein Bogenschütze von Hugo Lederer wurden 1943 während des Zweiten Weltkrieges zu Gunsten der Waffenproduktion eingeschmolzen.
Im Jahr 1940 wurde der Lietzensee komplett mit einem Tarnnetz überdeckt. Darauf wurde diagonal die Illusion einer grauen Straße dargestellt, was bei Bombenangriffen ein Ziel simulieren sollte. Diese Maßnahme erwies sich als Fehlschlag, da das Tarnnetz beim ersten Wintersturm 1940/41 riss und in Fetzen herumhing, so dass es beseitigt werden musste, da es in keiner Weise zweckdienlich war.
1962 bekam die Stadt einen Sandalenlösenden Knaben aus dem Nachlass des Bildhauers Fritz Röll geschenkt. Das 1909 mit dem Großen Staatspreis ausgezeichnete Werk wurde hier aufgestellt. Des Weiteren befinden sich hier noch ein Speerträger von Bernhard Bleeker (1940), eine Vogeltränke mit zwei Seelöwen von Rosemarie Henning (1955) sowie zwei Aluminiumplastiken von Volkmar Haase aus den 1990er Jahren.
Seit den 1990er Jahren ist der Park eine denkmalgeschützte Gartenanlage. Die Große Kaskade  und das Parkwächterhaus  sind Baudenkmale.
1992 diente die Große Kaskade als Drehort in Otto Waalkes Film Otto – Der Liebesfilm. 

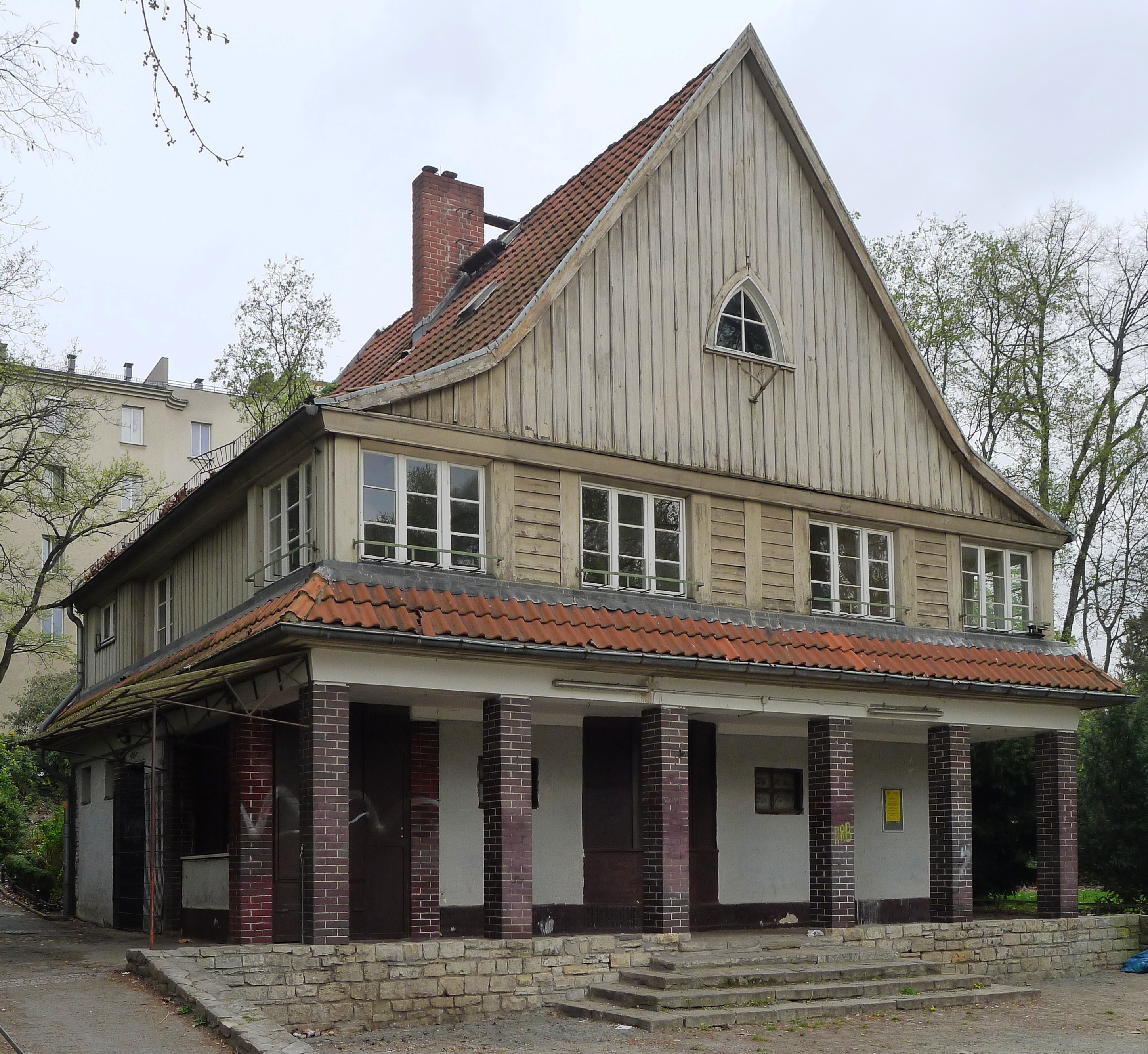
Parkwächterhaus
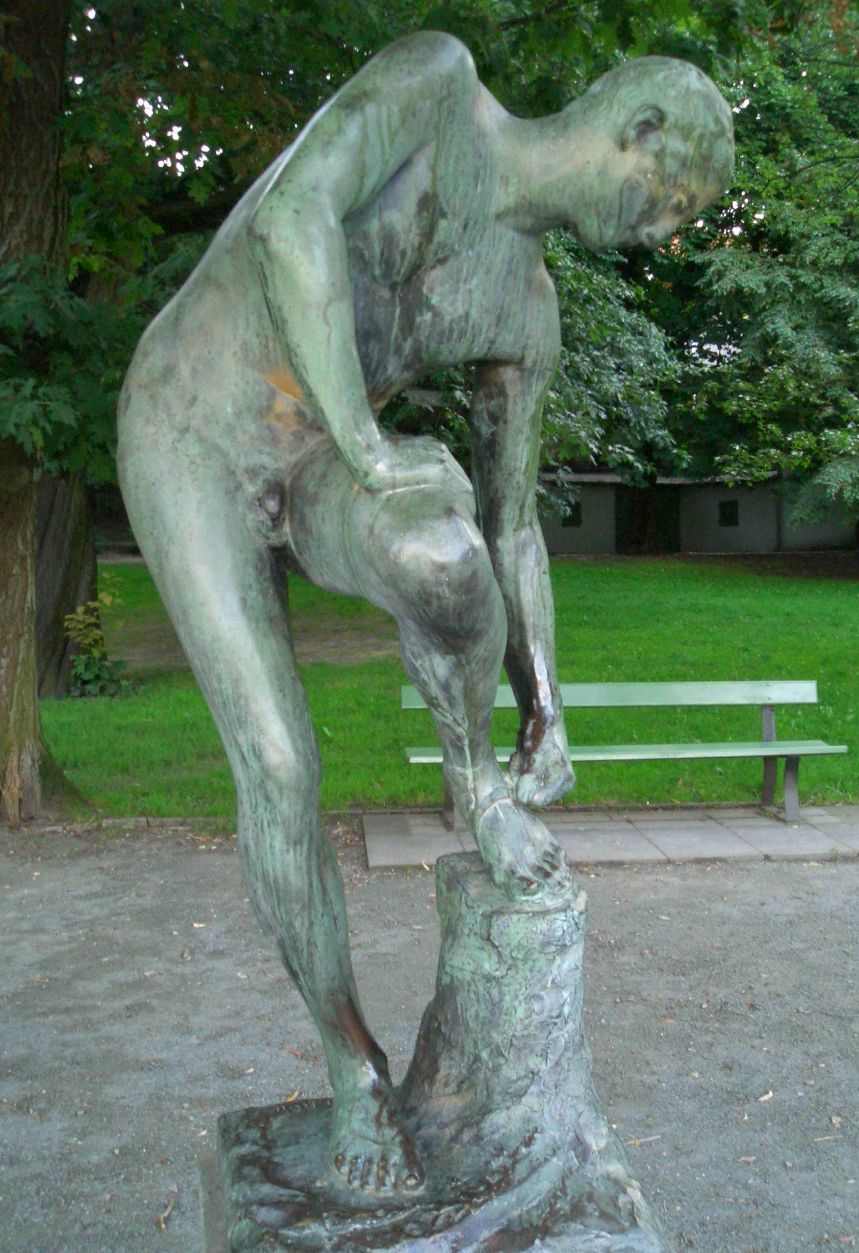
Fritz Röll: Sandalenbinder, 1909
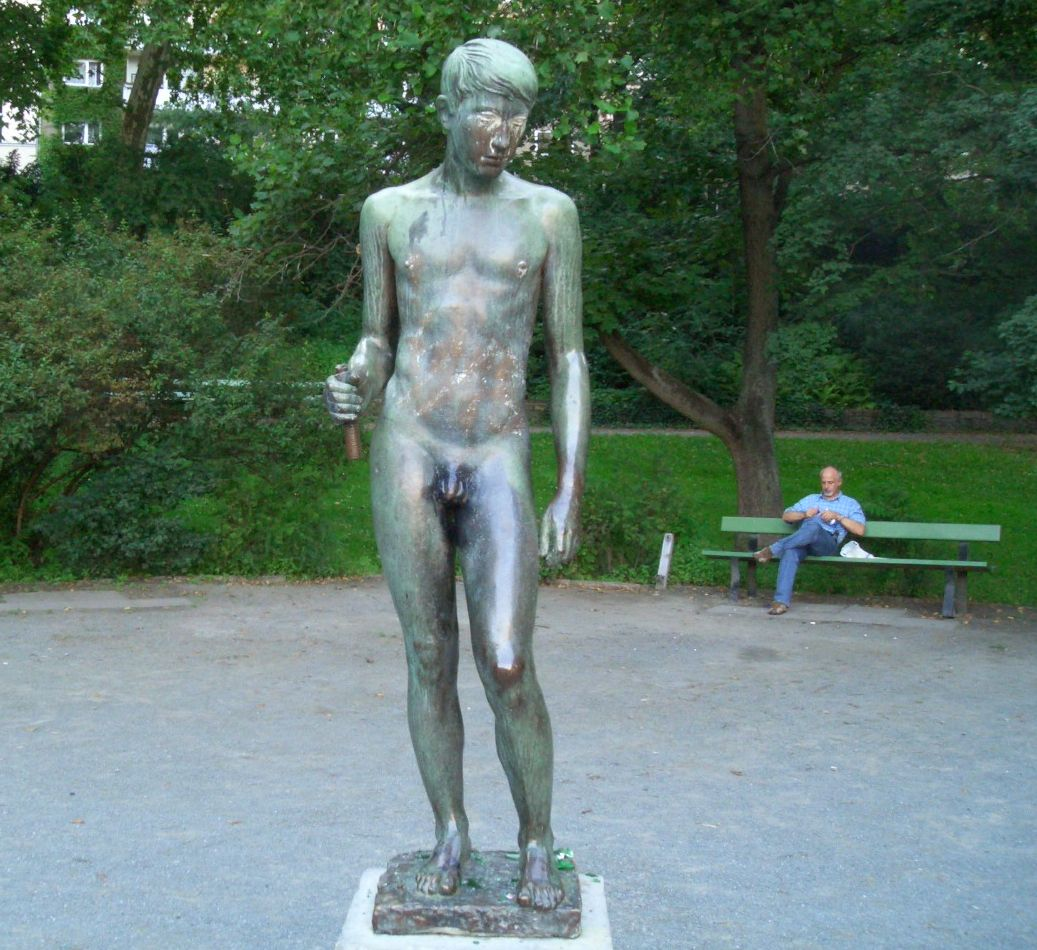
Bernhard Bleeker: Speerträger, 1940
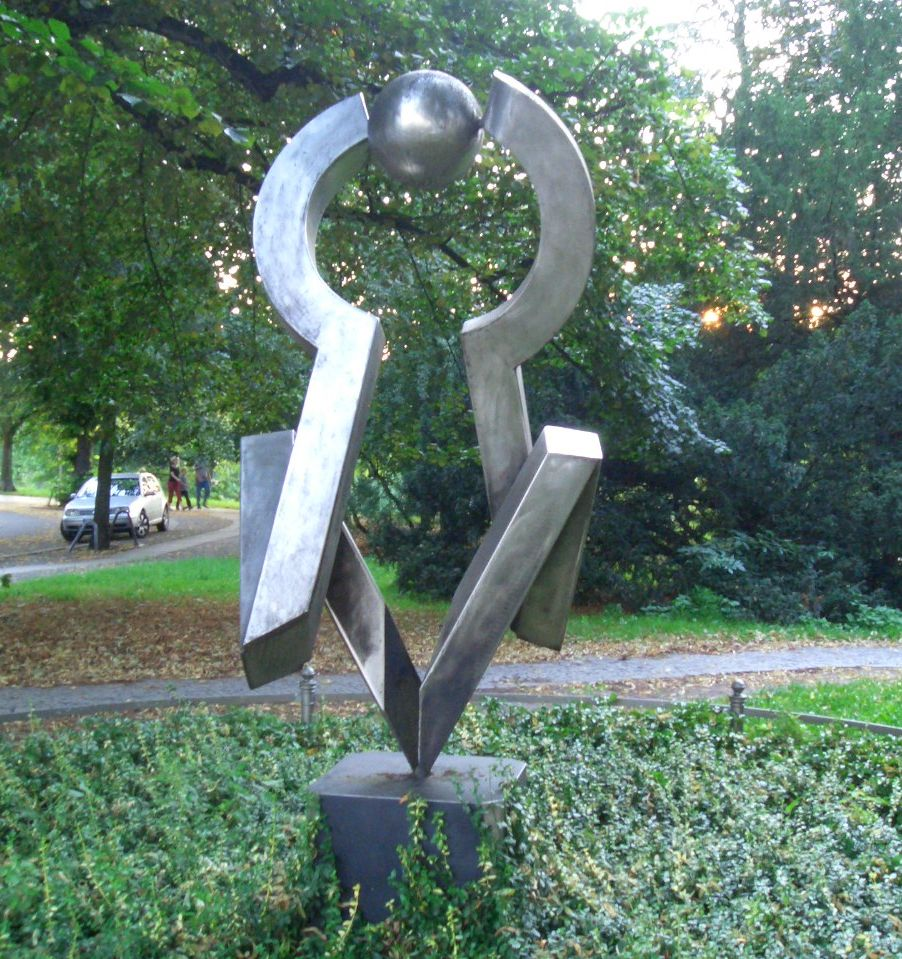
Volkmar Haase: Tangentiale Berührung, 1990
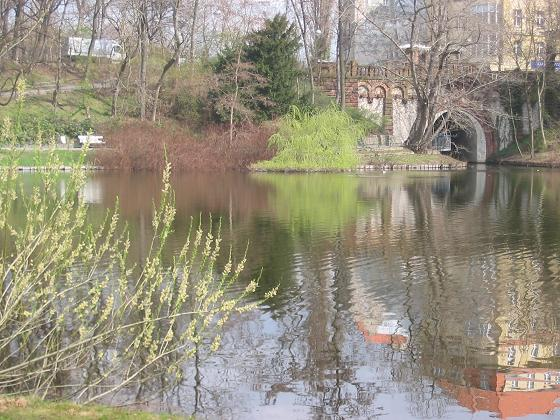
Lietzensee mit Lietzenseebrücke der Neuen Kantstraße
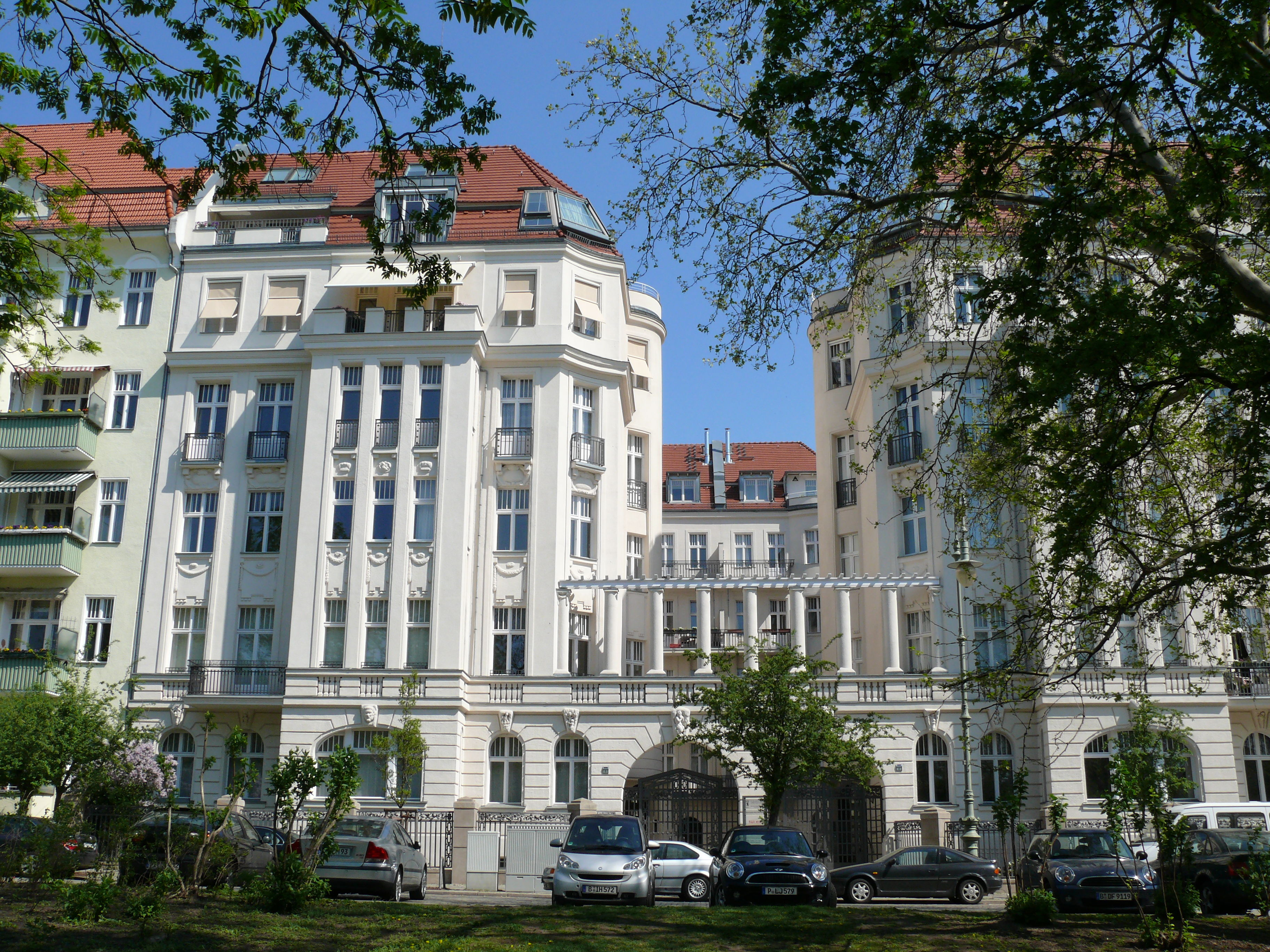
Herrschaftliche Bebauung aus dem Kaiserreich am Ostufer des Sees
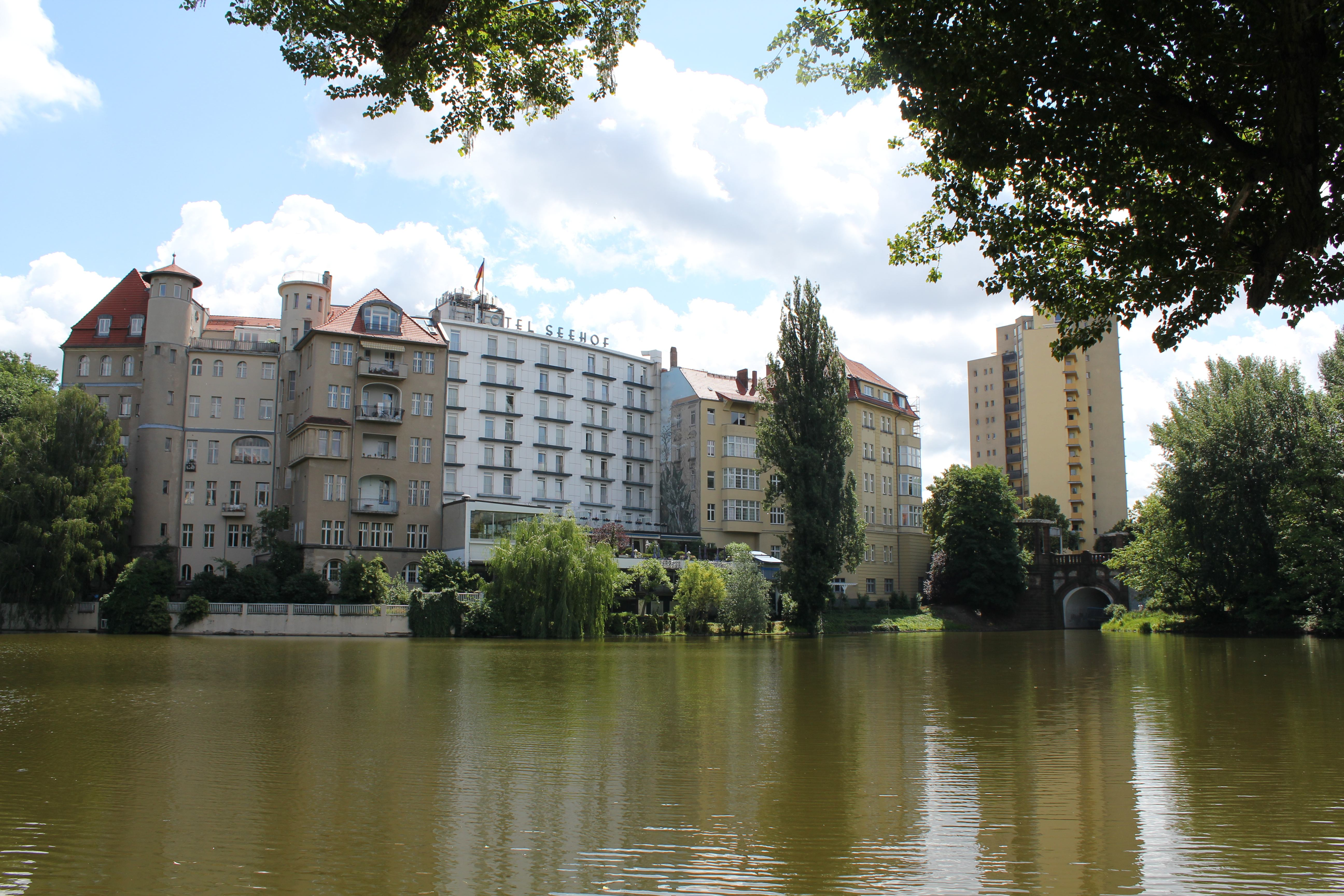
Nordöstliche Randbebauung
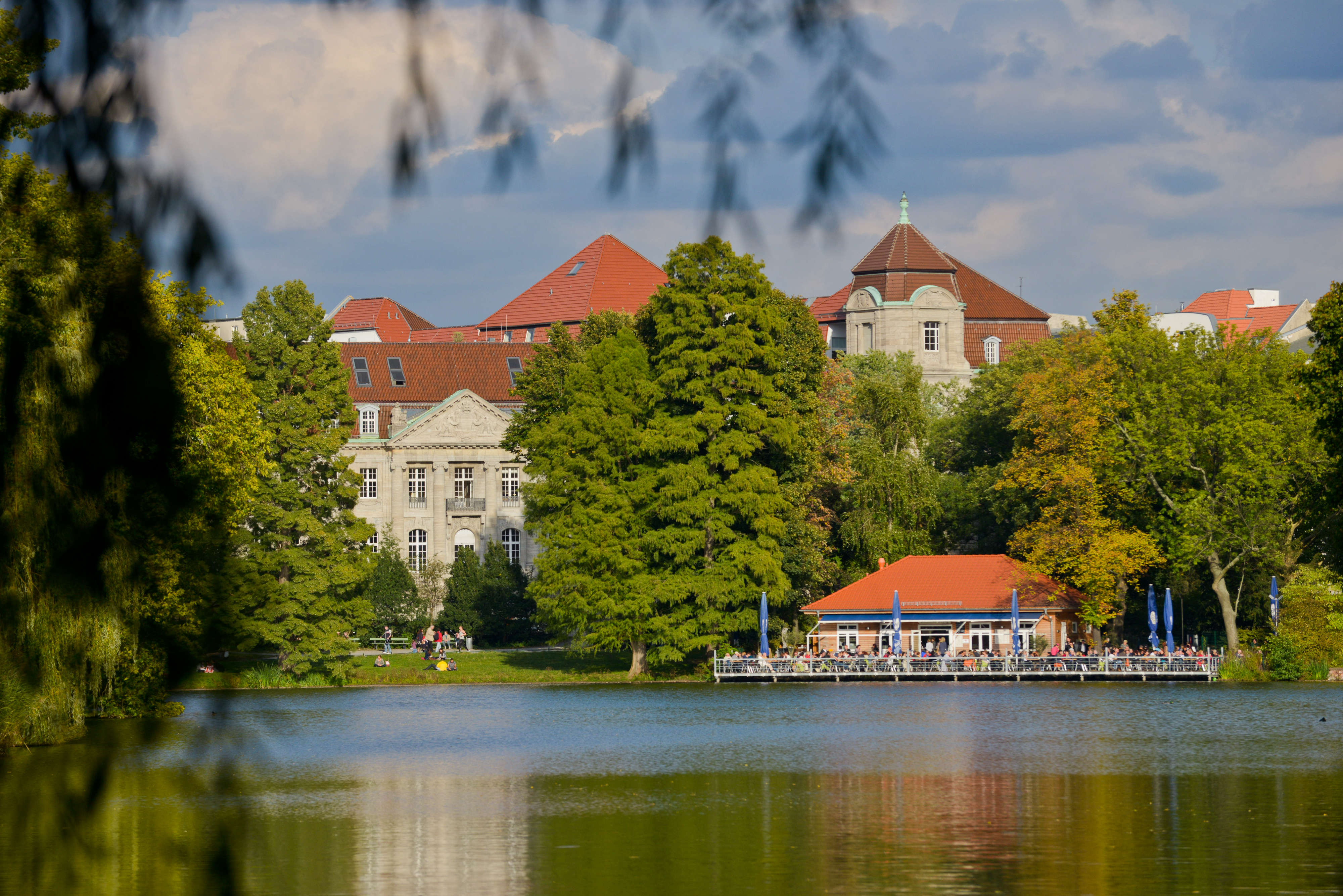
Blick nach Osten über den Lietzensee